# 중생대
중생대(中生代, Mesozoic Era)는 현생누대를 나누는 지질 시대 구분 중 하나이다. 중생대 때는 현재의 한반도는 황해와 동해의 구분 없이 중국, 일본 열도와 맞붙어 있었다.
중생대는 크게 트라이아스기, 쥐라기, 백악기로 나뉘며, 대략 2억 5300만 년 전부터 6600만 년 전까지의 시기로, 지질 시대의 약 4%를 차지하고 있다.
중생대는 파충류, 특히 공룡들이 지상을 지배했으며, 다양한 공룡의 출현으로 유명하다. 또한 조류와 포유류의 발달이 시작되었으며, 꽃피는 식물이 처음으로 나타났다. 또 파충류로는 공룡 뿐만이 아니라 바다에서 살던 어룡, 수장룡과 하늘을 날던 익룡이 있었다. 공룡의 뒤를 이어 새들의 조상으로 알려진 시조새도 등장을 한다. 시조새의 크기는 비둘기 정도였지만, 깃털이 있고 부리에는 이빨이 있었다. 또한 꼬리뼈가 있고 날개에는 발가락이 붙어 있어 조류와 공룡류의 특징이 함께 나타난다.

한편, 익룡이 등장하기 전까지 하늘을 지배했던 곤충 역시 다양화되었고, 최초의 사회성 동물인 흰개미, 개미, 벌 등이 출현하였다. 백악기 꽃의 등장으로 꽃가루받이 곤충들이 다양화하였다. 곤충학자 스콧 R. 쇼는 비인간적 중심에서 본 진화사를 바탕으로 중생대를 "곤충과 꽃의 시대"라고 불렀다.
중생대가 시작되었을 때는 모든 육지가 하나의 초대륙 판게아로 뭉쳐 있었다. 판게아는 북쪽의 로라시아와 남쪽의 곤드와나로 갈라졌다. 로라시아는 다시 북아메리카와 유라시아로 나뉘었고, 곤드와나는 남아메리카, 아프리카, 오세아니아, 남극, 인도아대륙으로 갈렸다.

## 지질 시대
중생대는 대략 2억 5100만 년 전부터 6600만년전까지의 시기이다. 중생대는 다음의 세시기로 나뉜다.
- 트라이아스기 : 2억 5100만 년 전 - 1억 8천만년 전
- 쥐라기: 1억 8천만년 전 - 1억 4400만 년 전
- 백악기: 1억 4400만 년 전 - 6600만 년 전[3]

고생대 말기인 페름기와 트라이아스기 사이에 있었던 대멸종 사건인 페름기-트라이아스기 멸종으로 시작되어 백악기와 신생대의 백악기-제3기 대멸종을 겪으며 마무리된다. 페름기-트라이아스기 멸종은 지구의 역사에서 가장 뚜렷하게 흔적을 남긴 대멸종으로 바다 생물종의 90%, 육상 생물종의 70%가 전멸되었다. 이 때문에 페름기-트라이아스기 멸종은 흔히 “거대한 죽음”이라고 불린다. 한편, 공룡의 멸종과 함께 중생대를 마감하는 백악기-제3기 대멸종에서도 약 50%의 생물종이 절멸되었다.

## 초대륙의 분열

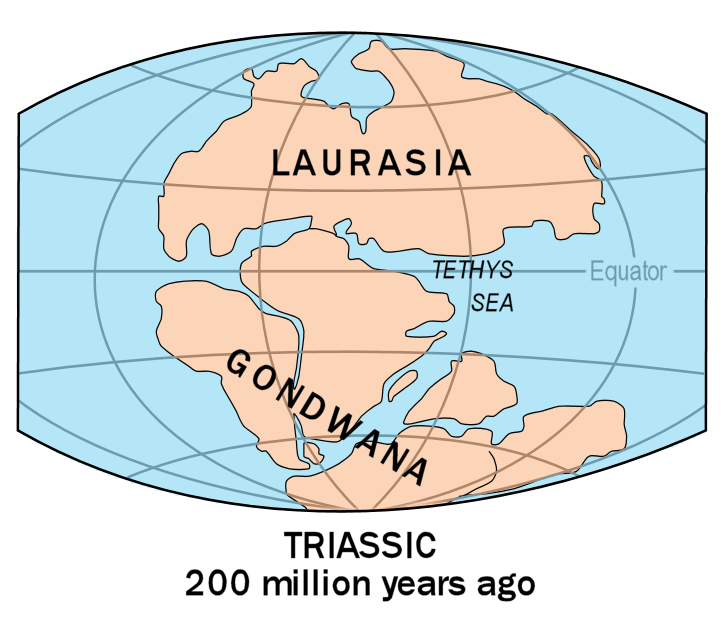
트라이아스기 후기의 대륙 모습. 로라시아와 곤드와나가 분리되고 있다.

고생대 말 지구의 대륙들은 서로 연결되어 하나의 거대한 대륙인 판게아를 이루고 있었다. 그러나 중생대에 들어 판게아가 분리되기 시작하였고 쥐라기 초중기인 1억 7500만 년 전쯤 남북으로 분열되어 로라시아와 곤드와나로 나뉘게 되었고 분열된 두 대륙 사이에 바다가 들어서게 되었다.

## 기후
중생대는 1억 8000만년에 걸친 긴 시간으로 기후 역시 다양한 변화를 겪었다. 그러나 일반적으로 보아 온도가 높았다고 말할 수 있는데, 이전 시기인 고생대와 이후 시기인 신생대에 빙하기가 주기적으로 나타났던 것과 달리 중생대 동안에는 발생하지 않았기 때문이다. 또한, 초대륙 판게아가 분열된 뒤로 해안선이 길어지면서 대륙엔 고온 다습한 지역이 늘었다. 이로 인해 육상 식물이 널리 퍼질 수 있는 조건이 마련되었고, 겉씨 식물이 출현하였다.

## 대한민국
한국에는 평안 누층군의 상부 지층이 중생대 초 트라이아스기에 퇴적되었으며, 경상 분지는 백악기에 형성된 남한 최대의 퇴적 분지이다.

## 같이 보기
- 지질 시대
- 선캄브리아 시대
- 고생대
- 신생대
- 경상 누층군 - 한국의 대표적인 중생대 지층